# Chris Beard

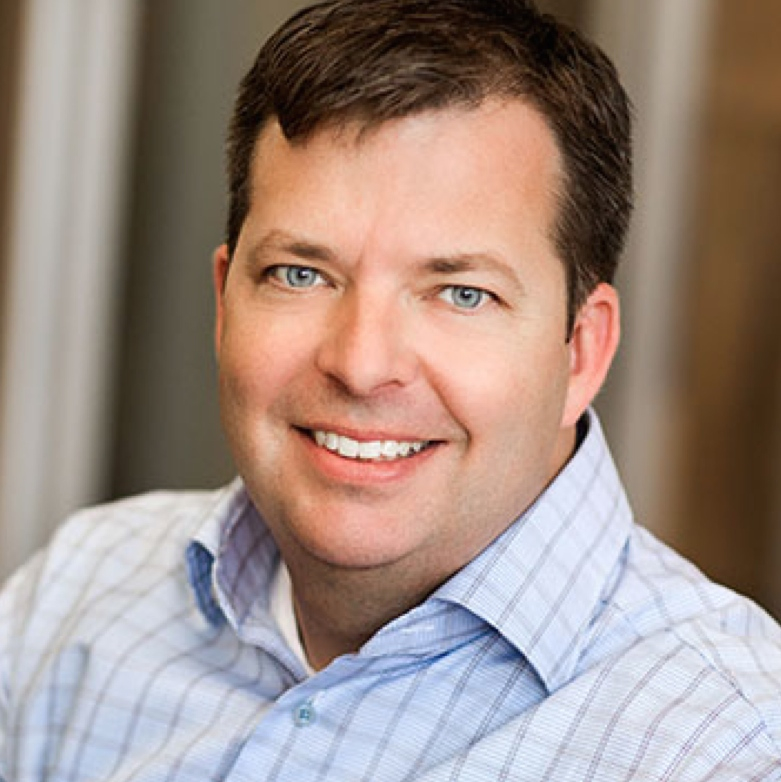
Chris Beard

Chris Beard (* 20. Jahrhundert in Kanada) ist ein kanadischer Wirtschaftswissenschaftler. Er hat im Juli 2014 den Posten als CEO bei der Mozilla Corporation übernommen und war bis Ende 2019 in dieser Funktion tätig. Zuvor wurde er im April 2014 als Interims-CEO der Mozilla Corporation berufen.
Beard war bereits von 2004 bis 2013 bei Mozilla in verschiedenen Positionen tätig. In dieser Zeit füllte er u. a. die Rolle des Chief Marketing Officer und Chief Innovation Officer aus.
2013 wechselte er als Executive in Residence zur Firma Greylock Partners. Im April 2014 kehrte er mit seiner Berufung als Interims-CEO wieder zu Mozilla zurück. Am 28. Juli 2014 übernahm er endgültig den CEO-Posten bei der Mozilla Corporation.
Vor seiner Zeit bei Mozilla war Beard bei verschiedenen Firmen im Bereich der IT-Industrie im Marketingbereich tätig.
Im August 2019 gaben Mozilla und Beard gemeinsam bekannt, dass das Jahr 2019 sein letztes Jahr als CEO von Mozilla sein werde.